# Murrayville
Murrayville é uma vila localizada no estado americano de Illinois, no Condado de Morgan.

## Demografia
Segundo o censo americano de 2000, a sua população era de 644 habitantes.
Em 2006, foi estimada uma população de 635, um decréscimo de 9 (-1.4%).

## Geografia
De acordo com o United States Census Bureau tem uma área de
1,3 km², dos quais 1,3 km² cobertos por terra e 0,0 km² cobertos por água.

## Localidades na vizinhança
O diagrama seguinte representa as localidades num raio de 16 km ao redor de Murrayville.